# Parque Metropolitano El Country
El Parque Metropolitano El Country se encuentra ubicado en la localidad de Usaquén de Bogotá, Colombia, específicamente en la Calle 127C con Carrera 11D a dos cuadras del Centro Comercial Unicentro.
Anterior a ser llamado Parque El country, este fue la antigua cancha de polo del Country Club de Bogotá. En el 2007, fue rebautizado y abierto a los ciudadanos, pero como aún no forma parte formal del Distrito, no se han hecho las inversiones necesarias para contar con todas las facilidades necesarios para constituirse en un Parque Urbano.
Mientras es resuelto el status del parque, los terrenos son usados para jugar Ultimate frisbee y fútbol. El parque se convertirá en un centro de actividades culturales, recreativas y deportivas para la localidad. Estará conformado por juegos infantiles, pistas de caminata y trote y parqueaderos.

## Historia
La historia de este terreno es extensa y polémica. Desde un inicio de las negociaciones de venta del terreno por parte del Country Club de Bogotá al distrito, el objetivo ha sido la creación de un parque metropolitano para la localidad de Usaquén en el norte de la ciudad.
El proceso de expropiación lo comenzó el alcalde Enrique Peñalosa en el año 2000 y ha sido una iniciativa bien recibida por los vecinos del sector mas no de los socios del referido club. En el año 2003, durante el periodo del alcalde Antanas Mockus se firmó el llamado “Plan de Reordenamiento Parque El Country” el cual detalla la reorganización de la zona al darle a los terrenos una función pública. Para finales del 2009 el parque a pesar de estar abierto al público está funcionando a medias ya que aún no ha salido el decreto del juzgado y aún continúa siendo propiedad del Country Club de Bogotá. Aparentemente tampoco hay un acuerdo en el precio de la venta por el avaluo de los terrenos.
Ha sido considerado como uno de los mejores parques de la capital Colombiana para practicar deporte y realizar actividades de recreación.